# Port-Gentil
|image_shield =Coat of arms of Port-Gentil, Gabon.svg

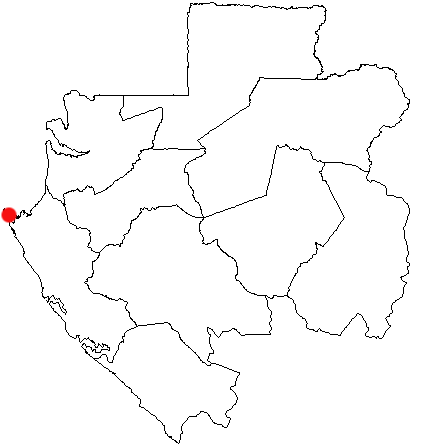
Localização de Port-Gentil no Gabão

Port-Gentil é uma cidade do Gabão, capital da província de Ogoué Marítimo. No último censo realizado em 1993 possuía 79.225 habitantes, atualmente (2005) possui cerca de 100.000 habitantes.
Fica situada no oeste do país, na ilha Lopez, formada por dois braços na desembocadura do rio Ogoué. É o principal e centro industrial do país. Conta com refinarias de petróleo e indústrias madeireiras, químicas e alimentares.
Até 1915 a cidade se chamava Mandji.